# Offizialat (Herzogtum Westfalen)
Das Offizialat im Herzogtum Westfalen war ursprünglich ein Kirchengericht und als solches das westfälische Gegenstück zum Kölner Offizialat. Auf seinem Höhepunkt war das Offizialat, dessen Sitz im 15. Jahrhundert nach dem Ende der Soester Fehde von Soest nach  Werl verlegt worden war, das höchste geistliche und weltliche Gericht im Herzogtum Westfalen. Nach der hessischen Okkupation 1802 wurde es auf geistliche Fälle beschränkt. 1804 nach Deutz verlegt, verlor es wenig später seine Bedeutung.

## Geschichte und Entwicklung
Das Offizialat in Köln war ursprünglich ein rein geistliches Gericht des Erzbistums, um geistliche Vergehen zu verfolgen. Für den Kölner Erzbischof lag die Bedeutung des Offizialates unter anderem in seinem Bestreben, es zum höchsten Gericht im ganzen Erzbistum Köln und damit auch im südlichen Westfalen zu machen. Demzufolge versuchte er, seine Zuständigkeit auf benachbarte Territorien, namentlich auf die Grafschaft Mark, auszudehnen. 1381 und 1387 musste der märkische Graf dem Erzbischof Friedrich III. von Saarwerden die uneingeschränkte geistliche Gerichtsbarkeit in seinen Landen zugestehen.
Nach der Vereinigung mit der Grafschaft Kleve im Jahr 1398 versuchte der Graf, das geistliche Gericht in seinen Herrschaftsgebieten zurückzudrängen. Hierzu diente sein letztlich erfolgloser Versuch, mit Hilfe des Papstes ein eigenes klevisches Landesbistum einzurichten. Dieses wäre vom geistlichen Gericht der Kölner Erzbischöfe befreit gewesen. Auf jeden Fall blieb der Streit um das geistliche Gericht ein Dauerthema zwischen Kurköln und Kleve-Mark, während diese beiden Mächte um die Vorherrschaft in Westdeutschland stritten.
1434 wurde erstmals das westfälische Offizialat erwähnt, als Erzbischof Dietrich II. von Moers dessen Sitz von Arnsberg nach Soest verlegte. 1436 versuchte er, seinen Offizial Heinrich Bode in Warburg anzusiedeln. Dies scheiterte am massiven Widerstand des Paderborner Klerus, denn der Offizial war nicht ausdrücklich für die Paderborner Diözese vorgesehen, sondern nur für die Kölner Diözese. Das Paderborner Domkapitel sah darin einen weiteren Versuch, trotz päpstlichen Verbots erneut die Einverleibung seines Bistums in das Erzbistum Köln zu verfolgen. 1440/1441 wechselte das Offizialat auf Anordnung des Erzbischofs hin seinen Standort wieder von Soest zurück nach Arnsberg, um von 1478/1483 an bis zum Jahr 1804 in Werl zu bleiben. In diesem Jahr siedelte es nach Deutz über. Danach verlor es seine Bedeutung für das Herzogtum Westfalen.

## Zusammensetzung
Anders als bei den anderen Gerichten urteilte beim Offizialat ein Offizial genannter Einzelrichter und keine Schöffen. Der Kölner Erzbischof in seiner geistlichen Funktion stellte ihn an, wobei die Landstände des Herzogtums Vorschläge machen konnten. Der Offizial musste nicht zwingend Kleriker sein, war aber immer unverheiratet und ausgebildeter Jurist.
Vertreter des Offizials war der ebenfalls juristisch ausgebildete sogenannte „Siegler“, der sich hauptsächlich mit den finanziellen Angelegenheiten der Gerichtsfälle beschäftigte. Er verwaltete die Sieglerkasse und damit die Einnahmen aus Gerichtsgebühren, die er jährlich mit der Hofkammer abrechnete.
Weitere Bedienstete waren der advocatus fisci „Finanzverwalter“, ein notarius communis „Gemeindenotar“ und verschiedene
Prokuratoren. Ein geschworener Bote und Briefträger, wie er im 15. Jahrhundert genannt wurde, hatte zum Beispiel Vorladungen des Gerichts zu überbringen. Um 1800 hieß er Expeditor oder Gerichtsbote.
Das Gericht nennt sich in den Quellen Werler geistliches Hofgericht (1602) oder im 18. Jahrhundert Geistliches Hofgericht Arnsberg binnen Werl residierend.

## Sitz, Verfahren und Zuständigkeiten
Verhandelt wurde in der Privatwohnung des Offizials, in späterer Zeit auch in den Häusern der anderen Gerichtspersonen. Das Urteil wurde ab 1725 im Gerichtsstuhl des Offizialates in der Pfarrkirche St. Walburga in Werl verkündet. 1793 plante man, im hinteren Teil der Werler Pfarrkirche einen Archivalbau zur Unterbringung der Registratur einzurichten. Dort sollte zukünftig der Richter sitzen. Hierzu kam es nicht mehr.
Die Zuständigkeit des Offizialatgerichtes erstreckte sich im 15. Jahrhundert auf Wucher, Geldfälscherei, Meineid, Sexualdelikte, Zauberei und Ketzerei. Vom Ursprung her für rein geistliche Vergehen zuständig, konnte das Offizialat letztlich alle Verfahren an sich ziehen, insofern jedes weltliche Vergehen als Sünde betrachtet werden konnte. Nicht umsonst war mit Verkündung des Urteils und Verhängung der Buße eine Sündenabsolution verknüpft. Gegen die Ausdehnung der Kompetenz des Offizialates auf alle nur denkbaren Streitfälle wehrten sich ab 1724 die westfälischen Landstände.
In vermögensrechtlichen Angelegenheiten mit einem Streitwert von mindestens 50 Goldgulden konkurrierte das Werler Offizialat mit dem Offizialat in Köln. Die Bürger der Städte im Herzogtum Westfalen konnten sich vor Eröffnung eines Verfahrens ihren Gerichtsstand frei auswählen, also entweder das zuständige Magistratsgericht ihrer Stadt, das aus Landdrost und Räten gebildete Gericht in Arnsberg oder eben das Offizialat. Ab 1739 konnte dieses auf Wunsch einer der Parteien ein Verfahren an sich ziehen. Sobald dort ein Verfahren anhängig war, konnte kein anderes Gericht den Fall mehr übernehmen. Sofern sich die Parteien über das zuständige Gericht nicht einigen konnten, sollte das jeweils höchste Gericht genommen werden. Das war in der Regel das Offizialat. Kompetenzstreitigkeiten waren somit vorprogrammiert.
1781 führte der Kurfürst eine kollegialische Verfassung für das Gericht ein, nach der nicht mehr der Offizial allein das Urteil sprach, sondern mit Stimmenmehrheit aus Offizial und seinen nun zwei Beisitzern Recht gesetzt werden sollte. Bis 1784 war die übliche Schriftsprache für Dokumente des Offizialates das Lateinische. 1789 führte der letzte Kurfürst von Köln eine neue Gerichtsordnung ein. Zweimal pro Woche sollte das Gericht von nun an regelmäßig tagen.

## Bedeutung
In viel stärkerem Maße als auf alle anderen Gerichte hatte der Erzbischof von Köln zunächst einen fast unbeschränkten Einfluss auf den Offizial, der nur ihm selbst gegenüber verantwortlich war. Dieser war der einzige unter den Richtern, der nach römischem Recht, ohne Hinzuziehung von Schöffen wie bei anderen Gerichten, von sich aus Urteile sprechen durfte. Außerdem konnte er von sich aus jeden beliebigen Streitfall an sich ziehen und von sich aus Verfahren eröffnen. Insofern konnte der Kölner Erzbischof das Offizialat in seiner Anfangszeit recht erfolgreich als Instrument zur Steigerung der landesherrlichen Macht in den Territorien nutzen, die im Bereich seines Erzbistums lagen. Folglich versuchten die betroffenen Landesherren, die Macht des Offizialates in ihren Ländern zu unterbinden. Die Stände im direkten Machtbereich des Kölner Kurfürsten versuchten selbst Einfluss auf Besetzung und Verfahrensweise des geistlichen Gerichtes zu erhalten. Schon 1437 war dies einer der wichtigsten Punkte bei den Forderungen der Ständevereinigung gegenüber dem Landesherrn. 1438 musste der Kölner Erzbischof in dieser Frage Zugeständnisse machen. 1441 warf er im Konflikt mit Soest der Stadt vor, sie habe die Arbeit des Offizialates in und um Soest herum behindert. In der Erblandvereinigung von 1463 musste der neue Erzbischof vor seiner Wahl den Ständen zuallererst ein Offizialat garantieren, das nach einer abgestimmten Gerichtsordnung urteilen sollte und nicht nach Willkür des Landesherrn. Diese Bestimmung wurde bei allen späteren Erblandvereinigungen wiederholt. In diesem ihm so gesteckten Rahmen wirkte das Gericht in den nächsten Jahrhunderten. Die neuen hessischen Landesherren beschränkten die Kompetenz des Offizialates noch im Jahr 1802, kaum dass sie das Land besetzt hatten, auf geistliche Angelegenheiten. 1804 erfolgte die Verlegung des Gerichts nach Deutz. Danach spielte es keine Rolle mehr für das Herzogtum Westfalen.

## Gerichtspersonal

### Liste der Offiziale
- 1322               Hartlieb Syl[2]
- 1436               Heinrich Bode[3]
- 1443               Hartmann Modewiick von Lippstadt[4]
- 1484               Petrus van Olepe[5]
- 1499, 1507, 1517[6]   Johann Hennemann[7]
- 1528, 1537         Peter von Drolshagen[8]
- 1546               Lic. Caspar Koch[9]
- 1547               Lic. iur. Frank von der Wieck[10]
- 1550               Dietrich von Ham[11]
- 1555, 1556, 1561/1570   Gerhard Kleinsorgen[12]
- 1572              Friedrich von Fürstenberg[13]
- 1579 - 1581        Georg Jacobi[14]
- 1582, 1586, 1587               Henneke (Henning) Rham[15]
- 1591, 1593              Nicolaus Ram[16]
- 1605               Heinrich Kleinschmidt[17]
- 1615               Adolf von Pempelfurth[18]
- 1624 - 1631        Petrus Martini[19]
- 1657, 1660          Caspar Reinhartz[20]
- 1693                Johann Peter Rheinfelden[21]
- 1709               Adolf Schnorrenberg[22]
- 1720–1724, 1728   Johann Dethmar von Mellin[23]
- 1747–1761      Gerhard Caspar Bigeleben[24]
- 1774–1780      Peter Gaudenz Bigeleben[25]
- 1802               Bigeleben[26]

### Liste der Siegler
- 1602                Johan Beste[27]
- 1712                Franz Michael Reinhartz[28]
- 1723                Anton Wilhelm Joseph Bergh[29]
- 1756                Franz Ferdinand Caspar Schultes[30]